# Cufar

Cufar é uma vila e secção pertencente ao sector de Catió, localizada na região do Tombali, na Guiné-Bissau. Segundo o censo demográfico de 2009 a secção possuía uma população de 219 habitantes.